# Boğaziçi Sultans 2019
Questa voce raccoglie le informazioni riguardanti i Boğaziçi Sultans nelle competizioni ufficiali della stagione 2019.

## Roster
| Roster dei Boğaziçi Sultans (2019) |
| --- |
| Quarterback - 6 Furkan Tellioğlu QB/DB - 9 Yusuf Emre Bilgi - 18 Serhat Erdem Running Back - 2 DeMichael Marteze Anthony Jackson Jr. - 17 Hüseyin Nafizhan Türkmen - 23 Kortay Ceylan - 26 Sertan Kamil Kutval - 29 Ege Altuğ Sarıkaya Wide Receiver - 1 Berker Pelister - 10 Kubilay Ceylan - 12 Mustafa Bora Aydın - 14 Muhammet Adil Güngör - 84 Barış Yalçın - 89 Yasin Can Parlak Tight End - 7 Seyhun Karagülle - 19 Servan Bozkurt Offensive Linemen - 53 Nusret Tachan Başarıcılar - 55 Burak Ali Kayış - 58 Michael Andrew Brehon OL/DL - 61 Mehmet Selçuk Çiftçi OL/DL - 69 Bahadır Akbaş - 70 Cevad Enes Küçükşengün - 72 Mehmet Önder - 73 Mustafa Sağlam - 76 Ulaş Çifçi Defensive Linemen - 42 Kenan Eren Yüzbaşıoğlu - 52 Çelikhan Çelik - 77 Kaan Direkçi - 92 Samet Bilgin - 93 Buğrahan Ünver - 94 Arif Göktuğ Kılıç - 99 Mahmut Esad Genç Linebacker - 16 Çağatay Göktaş - 30 Yiğit Can Biliroğlu - 35 Doğukan Akar - 50 Aykut Aslan - 56 Onur Can Duzcu - 59 Serhat Kaya Kaya - 91 Arda Sever - 98 Muhammed Emre Aşıkkutlu - Rıza Orkun Şendere Defensive Back - 4 Hasan Ozan Al DB/K/P - 8 Barış Ekin Yılmaz - 13 Muhammed Mahir Karasoy DB/WR - 20 Ali Oğuzhan Kumrulu - 24 Breeon Donte Moreno - 25 Atakan Uyduran - 31 Caner Dündar - 32 Fethi Akdağ - 33 Doruk Can - 34 Ümit Sağlam - 38 Taner Birinci - 40 Uluç Sergün - 41 Sercan Gündoğan - Can Yılmaz Special Team Coaching staff Berkuk Kankuş (HC) · Emrah Aydın (OC) · Egemen Eser (DC) · Mert Pala (ST) · Ziya Gökberk Kılıç (AC) · Acar Oğuztan Kasapoǧlu (AC) |

## 1. Lig 2019

### Stagione regolare
| Istanbul 7 aprile 2019, ore 14:00 | Boğaziçi Sultans | 15 – 13 | Sakarya Tatankaları | Uçaksavar Stadi\| Arbitro: \| Karacık \| |
| Arbitro:                          | Karacık          |         |                     |                                          |

| Ankara 20 aprile 2019 | ODTÜ Falcons | 7 – 10 | Boğaziçi Sultans | ODTÜ Sahası |

| Eskişehir 5 maggio 2019 | Anadolu Rangers | 0 – 35 | Boğaziçi Sultans | Muttalip Spor Kompleksi |

| Istanbul 18 maggio 2019 | Boğaziçi Sultans | 15 – 35 | Koç Rams | Yıldız Teknik Üniversitesi- Davutpaşa Kampüsü |

| Bursa 25 maggio 2019 | Uludağ Timsahlar | 15 – 40 | Boğaziçi Sultans | Görükle İpek Spor Stadı |

| Istanbul 1º giugno 2019 | Boğaziçi Sultans | 14 – 13 | Gazi Warriors | Yıldız Teknik Üniversitesi- Davutpaşa Kampüsü |

| Istanbul 16 giugno 2019 | ITÜ Hornets | 21 – 20 | Boğaziçi Sultans | ITÜ Stadion |

### Playoff
| 29 giugno 2019 | ODTÜ Falcons | 28 – 26 | Boğaziçi Sultans |  |

## Statistiche di squadra
| Competizione      | %Vittorie | In casa | In casa | In casa | In casa | In casa | In casa | In trasferta | In trasferta | In trasferta | In trasferta | In trasferta | In trasferta | Totale | Totale | Totale | Totale | Totale | Totale |
| Competizione      | %Vittorie | G       | V       | N       | P       | Pf      | Ps      | G            | V            | N            | P            | Pf           | Ps           | G      | V      | N      | P      | Pf     | Ps     |
| ----------------- | --------- | ------- | ------- | ------- | ------- | ------- | ------- | ------------ | ------------ | ------------ | ------------ | ------------ | ------------ | ------ | ------ | ------ | ------ | ------ | ------ |
| Stagione regolare | .714      | 3       | 2       | 0       | 1       | 44      | 61      | 4            | 3            | 0            | 1            | 105          | 43           | 7      | 5      | 0      | 2      | 149    | 104    |
| Playoff           | .000      | 0       | 0       | 0       | 0       | 0       | 0       | 1            | 0            | 0            | 1            | 26           | 28           | 1      | 0      | 0      | 1      | 26     | 28     |
| Totale            | .625      | 3       | 2       | 0       | 1       | 44      | 61      | 5            | 3            | 0            | 2            | 131          | 71           | 8      | 5      | 0      | 3      | 175    | 132    |